# Tiranet orellut d'Alagoas
El tiranet orellut d'Alagoas (Phylloscartes ceciliae) és un ocell de la família dels tirànids (Tyrannidae).

## Hàbitat i distribució
Habita els boscos del nord-est del Brasil, en Alagoas.